# Chana masala
Il chana masala o chole masala ((HI)  चना मसाला) è un piatto della regione del Punjab, tra India e Pakistan, diffuso in tutta l'Asia meridionale.

## Preparazione

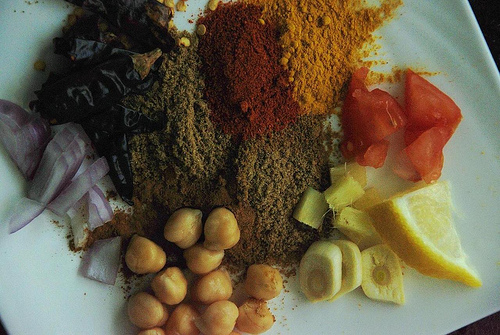
Gli ingredienti che andranno a comporre il chana masala

L'ingrediente principale del piatto sono i ceci, ma anche cipolle, pomodoro a pezzi, curcuma, semi di coriandolo, aglio, peperoncino, zenzero, polvere di mango essiccato, semi di melograno schiacciati e garam masala. Il risultato è un piatto leggermente umido e speziato, con una leggera nota aspra data dagli agrumi.

## Diffusione

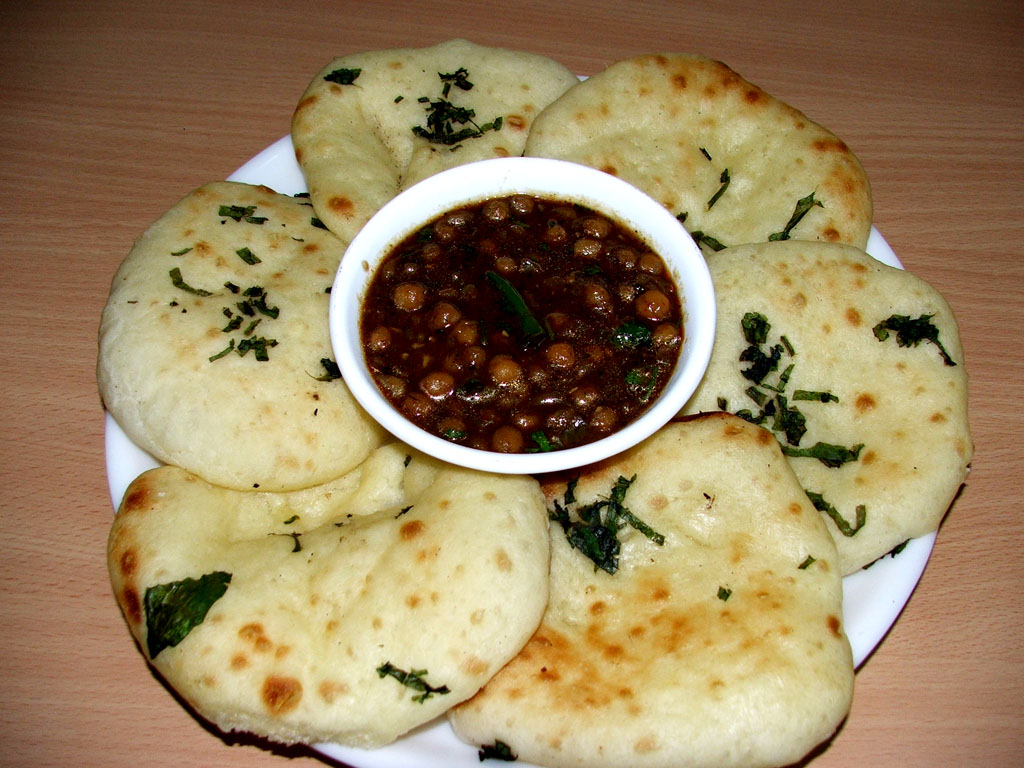
Chole kulcha, variante molto diffusa nel nord dell'India

Il piatto è molto diffuso nella regione dei Punjab, a cavallo tra India e Pakistan, ma anche nelle regioni di Sindh e Gujarat. Nelle zone di Gujarat e del Rajasthan viene comunemente cucinato asciutto e con spezie piccanti.
In India viene comunemente consumato assieme alla bhatura, un pane fritto. L'accostamento viene chiamato chole bhature e viene generalmente venduto nelle bancarelle per strada, ma è possibile trovarlo anche nei ristoranti.
In Pakistan viene invece venduta la variante aloo chole, a base di ceci e patate, servita come snack o antipasto nelle grosse città come Karachi e Lahore.